# Xylocopa levequeae
Xylocopa levequeae är en biart som beskrevs av Maa 1943. Xylocopa levequeae ingår i släktet snickarbin, och familjen långtungebin. Inga underarter finns listade i Catalogue of Life.